# Sara Franchetti
Sara Franchetti, auch Sara Girgenti (* 15. Mai 1946 in Rom) ist eine italienische Schauspielerin.

## Leben
Die Tochter der Schauspielerin Rina Franchetti arbeitete zunächst als Model und erhielt Tanz- und Klavierunterricht, bevor sie sich entschloss, in die Fußstapfen ihrer Mutter zu treten. Zunächst auf der Bühne, später (ab 1965) auch im Film und Fernsehen (darunter die Miniserie La vita di Leonardo da Vinci), wo sie bis 2004 den Großteil ihrer rund fünfundzwanzig Rollen spielte.

## Filmografie (Auswahl)
- 1969: Kindheit, Berufung und erste Erlebnisse des Venezianers Giacomo Casanova (Infanzia, vocazione e prime esperienze di Giacomo Casanova, veneziano)
- 1969: Ohne viel von ihr zu wissen (Senza sapere niente di lei)
- 1970: Balduin, der Schrecken von St. Tropez (Le Gendarme en balade)
- 1970: Leo, der Kriegsheld (Le mur de l‘Atlantique)
- 1971: La vita di Leonardo da Vinci (Miniserie)
- 1976: Das Schlitzohr und der Bulle (Il trucido e lo sbirro)
- 1980: Großangriff der Zombies (Incubo sulla città contaminata)
- 1981: Eine Faust geht nach Westen (Occhio alla penna)
- 1983: Ungestümer Sommer (Saison violente)
- 1989: Cesira – Eine Frau besiegt den Krieg (La ciociara) (Fernsehfilm)
- 2000: Der Kardinal – Der Preis der Liebe (Fernsehfilm)